# 深水由美
深水 由美（ふかみず ゆみ、5月19日 - ）は、日本の女性声優。プロダクション・エース所属。愛媛県越智郡岩城村（現上島町）出身。

## 経歴
以前はウイットプロモーション、オフィス薫に所属していた。勝田声優学院出身（7期生）。

## 人物
趣味は映画観賞。特技はピアノ。
音域はアルト。方言は広島弁。

## 出演

### テレビアニメ
1990年
- ピグマリオ（雪姫）
- 魔法のエンジェルスイートミント（女の子B）

1991年
- 少年アシベ（白鳥かれん、チット）

1992年
- 南国少年パプワくん（プレーリードッグ）

1994年
- マクロス7（コレット）
- 幽☆遊☆白書（畑中秀一）

1995年
- 黄金勇者ゴルドラン（スミカ）
- スレイヤーズ（1995年 - 1996年、ポーラ、ミミ） - 2シリーズ

1996年
- 勇者指令ダグオン（1996年 - 1997年、ルナ）

1997年
- 吸血姫美夕（佳代）
- 中華一番!（チェリン）
- フォーチュン・クエストL（ルイザ、グロリア）
- 名探偵コナン（遠藤圭太）

1998年
- カウボーイビバップ（子供）
- TRIGUN（キャロル）

1999年
- ∀ガンダム（レーチェ・モラッド、女性ガイド）
- Bビーダマン爆外伝V（オトヒメボン）

2000年
- 学校の怪談（松嶋先生）
- ブギーポップは笑わない Boogiepop Phantom（母親）

2001年
- しましまとらのしまじろう（カブトムシ）

2002年
- Witch Hunter ROBIN（ジャンヌ）
- GetBackers-奪還屋-（ヘラ）

2003年
- ウルトラマニアック（ホームステイ先のママ、ネズミの親）
- 魔探偵ロキ RAGNAROK（繭良の母）

2005年
- ゾイドジェネシス（ソウタ）

2006年
- NARUTO -ナルト-（シュン / ハルナ姫、女中）
- よみがえる空 -RESCUE WINGS-（岡田慶子）

2007年
- ロミオ×ジュリエット（モンタギューの母）

2011年
- 遊☆戯☆王ZEXAL（2011年 - 2013年、ドロワ） - 2シリーズ

2015年
- ISUCA（絡新婦）

### 劇場アニメ
- すずめの戸締まり（2022年）

### OVA
- ここはグリーン・ウッド（1991年、墨女生徒A）
- 柔道部物語（1991年、女生徒B）
- 誕生 〜Debut〜（1994年、女生徒）
- 聖羅ヴィクトリー（1995年、子どもA）

### ゲーム
- 新世代ロボット戦記ブレイブサーガ（1998年、ルナ）
- ブレイブサーガ2（2000年、千草、ルナ）
- スターオーシャン Till the End of Time（2003年、リョウコ・ラインゴッド）
- スターオーシャン Till the End of Time ディレクターズカット（2004年、リョウコ・ラインゴッド）
- 新世紀勇者大戦（2005年）
- 遊☆戯☆王ゼアル 激突!デュエルカーニバル!（2013年、ドロワ）
- Fallout 4（2015年、スクライブ・ヘイレン）
- ウォッチドッグス 2（2016年、市民）
- ドラゴンクエストX いばらの巫女と滅びの神 オンライン（2020年、魔封剣姫、女神の番人[7]）
- Starfield（2023年、リジー・アジェロ、ジャクリーン・ルメール）

### ドラマCD
- MIND ASSASSIN 3
- 悩殺ジャンキー（津田萌葱）

### 吹き替え

#### 映画
- 愛さずにはいられない
- アポロ13（バーバラ・ラヴェル〈メアリー・ケイト・シェルハート〉）※ソフト版
- アメリ
- インデペンデンス・デイ（ティファニー）※ソフト版
- エアフォース・ワン ※ソフト版
- エイリアン2
- エンジェル（ハーモニー）
- キャスパー（アメリア〈エイミー・ブレネマン〉）※DVD版
- 宮廷料理人ヴァテール（アンヌ・ド・モントージェ〈ユマ・サーマン〉）
- クレイドル・ウィル・ロック（マルタ）
- コヨーテ・アグリー
- サスペリア（サラ〈ステファニア・カッシーニ〉）※ソフト版
- サーティーン あの頃欲しかった愛のこと
- スー・チー in ヴィジブル・シークレット
- スターゲイト
- スペース・ジャム（ローラ・バニー）
  - スペース・プレイヤーズ[8]
- ダメ男に復讐する方法（ケイト・キング〈レスリー・マン〉）
- ダンス・レボリューション
- デイ・アフター 首都水没
- テイキング・オブ・デボラ・ローガン（サラ・ローガン〈アン・ラムゼイ〉）
- デスペラード
- デッドゾーン
- ナショナル・トレジャー リンカーン暗殺者の日記
- ハットしてキャット
- ハッピィブルー（ローレン〈ビッティ・シュラム〉）
- フリントストーン2/ビバ・ロック・ベガス（ロキシー〈アレックス・メネシス〉）
- ブロードウェイ・メロディー（ハンク・マホーニー〈ベッシー・ラヴ〉）※PDDVD版
- ホーム・アローン3 ※フジテレビ版
- 僕が9歳だったころ（ヨミンの母〈チョン・ソンギョン〉）
- メイド・イン・マンハッタン ※ソフト版
- ライフ・イズ・ビューティフル（エレナ〈ラファエラ・レボローニ〉）※ソフト版
- レオン（マージ・ランドー〈エレン・グリーン〉）※オリジナル版
- レリックハンター（シドニー・フォックス）

#### ドラマ
- アリー my Love
- アンドロメダ（ドイル）
- クリミナル・マインド6 FBI行動分析課
- コールドケース7 ザ・ファイナル
- 殺人マシーン デストロイヤー[9]
- 始皇帝烈伝 ファーストエンペラー（嬴政）
- ディフェンダーズ 闘う弁護士
- 天才少年ドギー・ハウザー[9]
- 24 -TWENTY FOUR- シーズン1（キャリー）
- となりのサインフェルド（エレイン・ベネス〈ジュリア・ルイス＝ドレイファス〉）※DVD版
- ニキータ（クィン）
- バフィー 〜恋する十字架〜（ハーモニー・ケンドール〈メルセデス・マクナブ〉）
- パワーレンジャーシリーズ
  - パワーレンジャー（ウェンディー記者）
  - パワーレンジャー・ライトスピード・レスキュー（ミス・アンジェラ・フェアウェザー、クィーン・バンシーラ）
- V.I.P.（ターシャ）
- ビバリーヒルズ高校白書[9]
- 北京ヴァイオリン
- ペンタグラム[9]
- ラ・ブルーガール[9]
- 私はラブ・リーガル
  - シーズン2
  - シーズン3 #9（クリスティン・マルレニー〈レスリー・グロスマン〉）

#### アニメ
- アイス・エイジ
- アンデルセン・ストーリーズ（太鼓叩きの妻）
- ジンジャーの青春日記（ゾースキー先生、ブランドン）
- ルーニー・テューンズ（ローラ・バニー）
  - トゥイーティーのフライング・アドベンチャー 80日間世界一周大冒険
  - ルーニー・テューンズ・ショー[10]
  - バッグス・バニー ビルダーズ[11]
  - タイニー・トゥーンズのハチャメチャ学園 #8 -
- ローリー・ポーリー・オーリー（ポーリー）

### ボイスオーバー
- 緊急救命獣医
- 大自然の王者達・ワオキツネザル
- マーサ・スチュワート リビング
- ワイルドショー（メイン進行役）

### ナレーション
- Alico 研修用VP
- Windows 関連ソフト 教材
- 愛媛県越智郡上島町公式HP「かみじま昔話アニメ」
- 学研・国語教材
- 群馬サファリパーク
- 東北サファリパーク
- 那須サファリパーク
- 富士サファリパーク
- 路面電車紀行日本編

### その他コンテンツ
- NASA宇宙の記録[9]